# Opodiphthera eucalypti
Opodiphthera eucalypti es una especie de polilla nativa de Australia que se puede encontrar fácilmente en la mayoría de los estados del país exceptuando Tasmania. También se puede encontrar en las islas norte y sur de la vecina Nueva Zelanda, siendo en este territorio una especie introducida. Esta especie se encontraba antes dentro del género Antheraea.

## Ciclo vital

### Larva

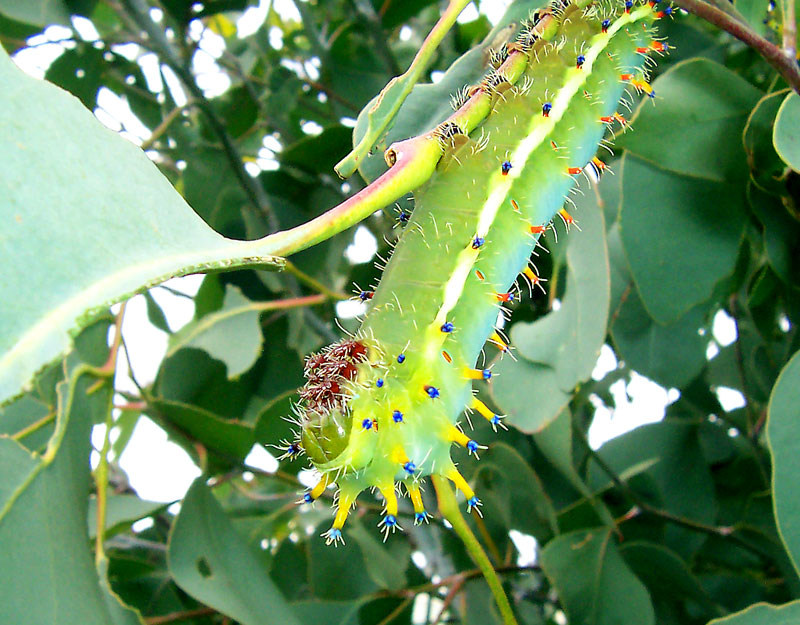
Larva en su último estadio antes de ser pupa

Las orugas de esta polilla se pueden encontrar en hojas jóvenes entre octubre y marzo (primavera y verano en el hemisferio sur). Cuando las orugas nacen son negras con pelos encima y nodos en sus cuerpos denominados tubérculos. Sus pelos no son venenosos ni pinchan. Cuando las larvas maduran cambian de color y se desplazan a las ramas más altas, donde las hojas son más jóvenes y tiernas y, por tanto, más fácilmente digeribles. Al final de esta fase las orugas ya han desarrollado un color llamativo, teniendo rallas amarillas y la mayoría del cuerpo verde, con nódulos azules y rojos. La fase larvaria de la Opodiphthera eucalypti dura unas semanas, dependiendo del tiempo climatológico y la temperatura.  

### Capullo
Cuando la oruga ya está suficientemente madura empieza a construir un capullo marrón en una rama donde suele haber una hoja que lo protege. Cuando el hilado ya se ha realizado completamente, la oruga muda su piel y toma forma de pupa. El capullo presenta una pared áspera por fuera y suave por dentro. El capullo presenta agujeros para poder ventilar el interior y permitir a la pupa respirar. La pupa permanece en el capullo alrededor de un año, emergiendo la primavera o el verano posteriores a su nacimiento. Hubo un caso documentado de una pupa de esta especie que emergió del capullo diez años después.[cita requerida]
Cuando la metamorfosis se ha completado, la polilla adulta regurgita un fluido para ablandar el capullo y abre un agujero en la base usando unos afilados ganchos. Esto es vital para poder expandir sus alas y secarlas

### Polillas adultas
Opodiphthera eucalypti no se alimenta como adulto, usando solo las energías que le proporciona el alimento que ingirió durante su fase larvaria. La vida de las polillas adultas es breve, de unas pocas semanas, las suficientes como para buscar pareja, dejar huevos y morir. Las polillas, como sus larvas, presentan una apariencia muy llamativa. Opodiphthera eucalypti tiene una envergadura de entre unos 120 a 150 mm. La hembras suelen ser más pequeñas que los machos. Presentan colores marrones. Las alas presentan cuatro prominentes círculos y diferentes dibujos simétricos. Las antenas de los machos son plumosas, mientras que las de las hembras son más sencillas.

## Importancia biológica
Este insecto fue el primero en ser usado para hacer cultivos celulares. El doctor Thomas D. C. Grace, un investigador del CSIRO, desarrolló cuatro líneas celulares a partir de los ovarios de esta polilla y publicó sus resultados en el periódico Nature en 1962. Esto tuvo su transcendencia debido a la enorme dificultad que presentaba preparar cultivos celulares de insectos por aquel entonces. El método que inventó el doctor Grace se sigue usando a día de hoy.

## Imágenes

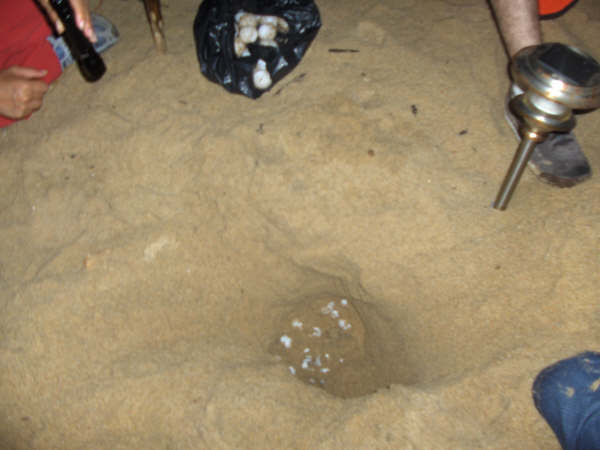
Huevos después de la emergencia de las orugas
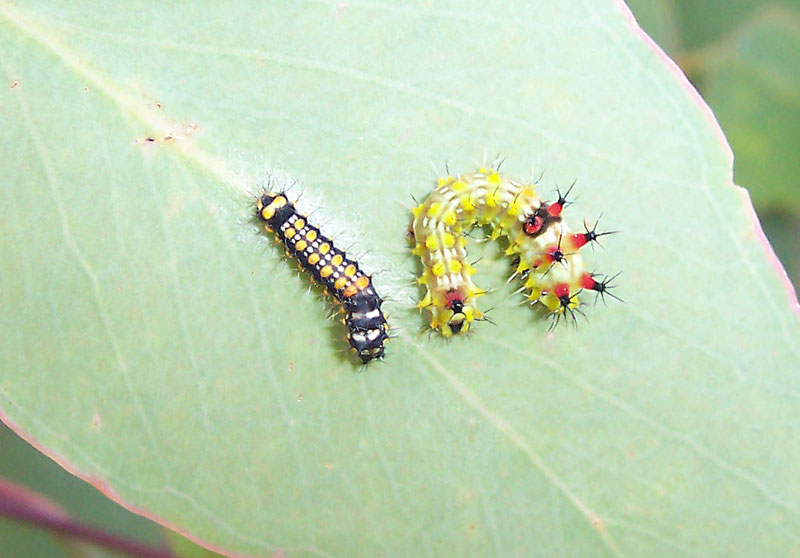
Larvas en su segundo y tercer estadio
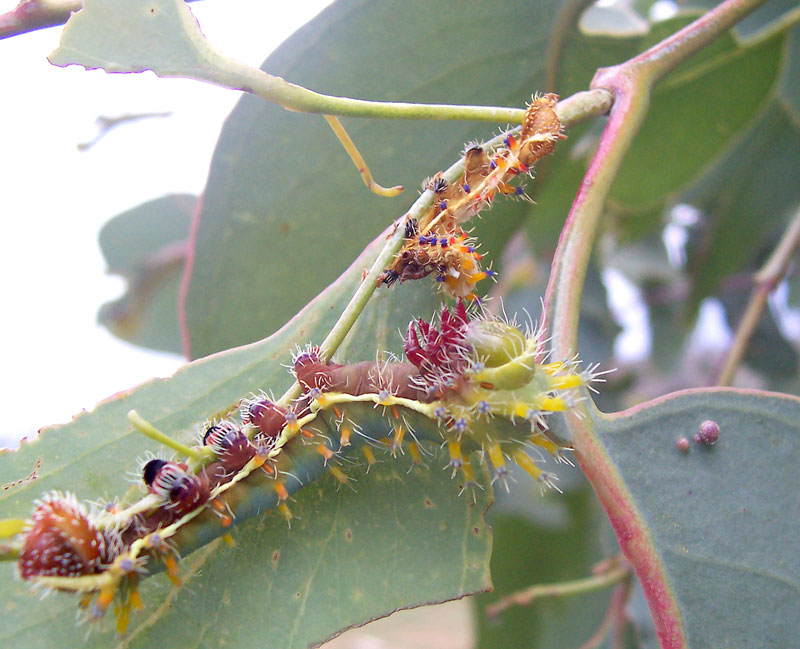
Larva en cuarto estadio.
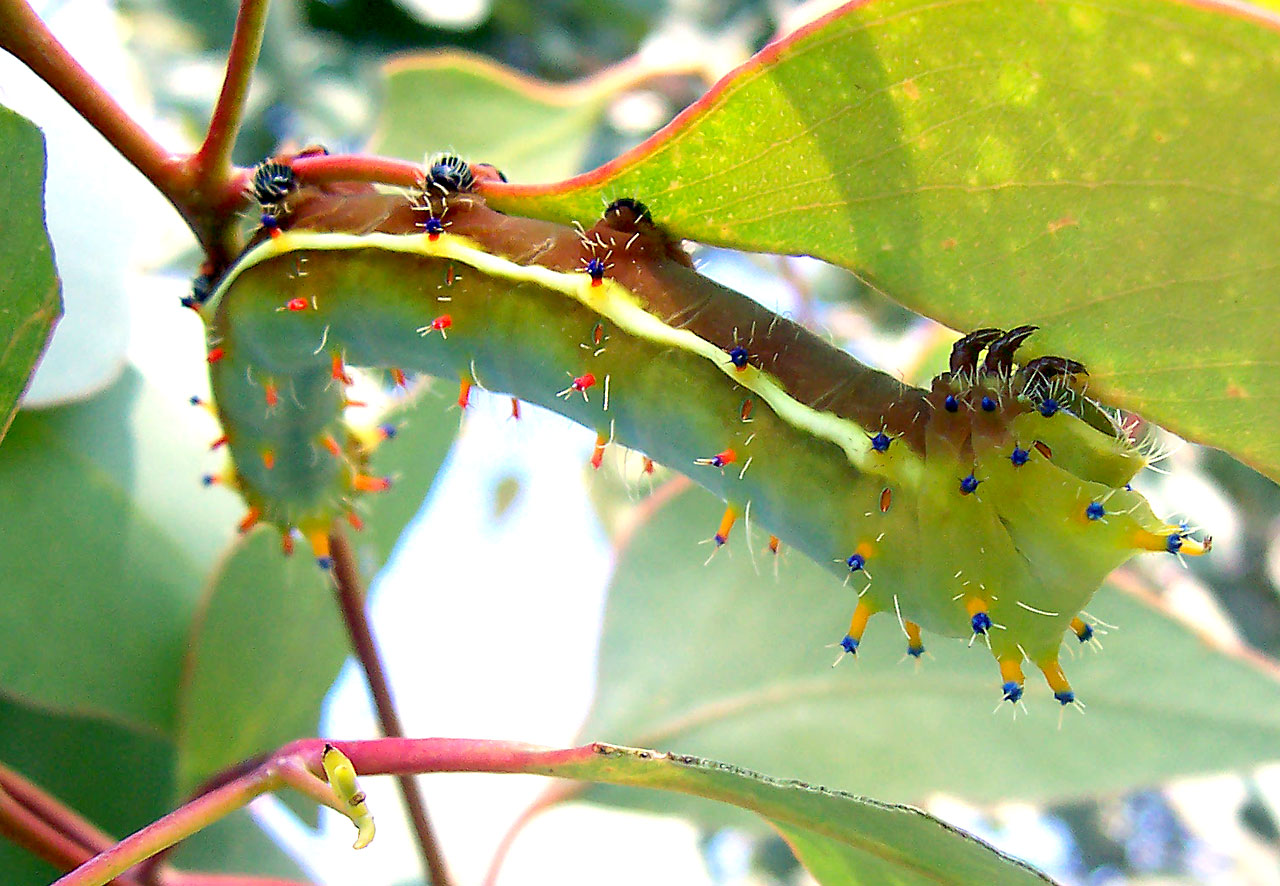
Larva alimentándose de una hoja de eucalipto
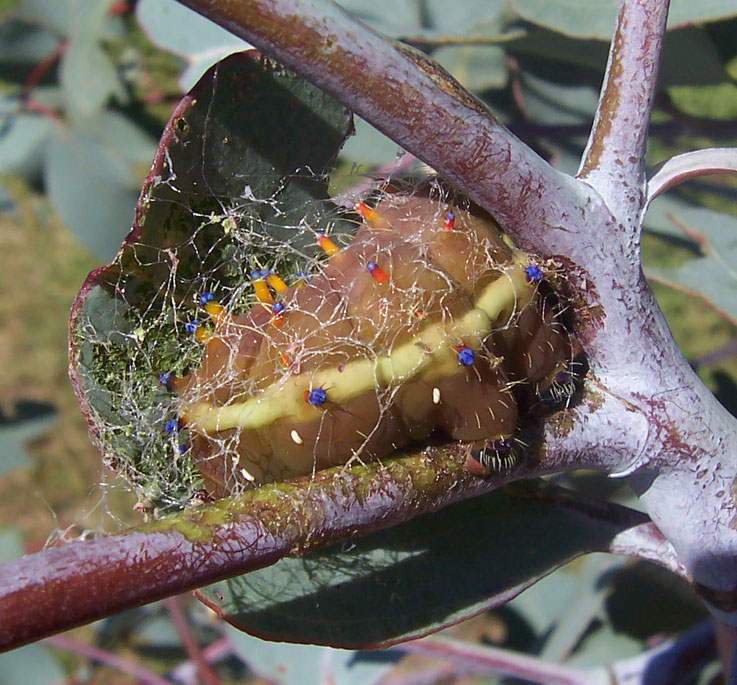
Larva tejiendo su capullo en una rama de eucalipto
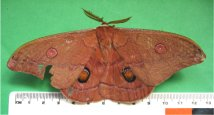
Proof of WA sighting. Taken 10th Nov 2007 in Albany WA
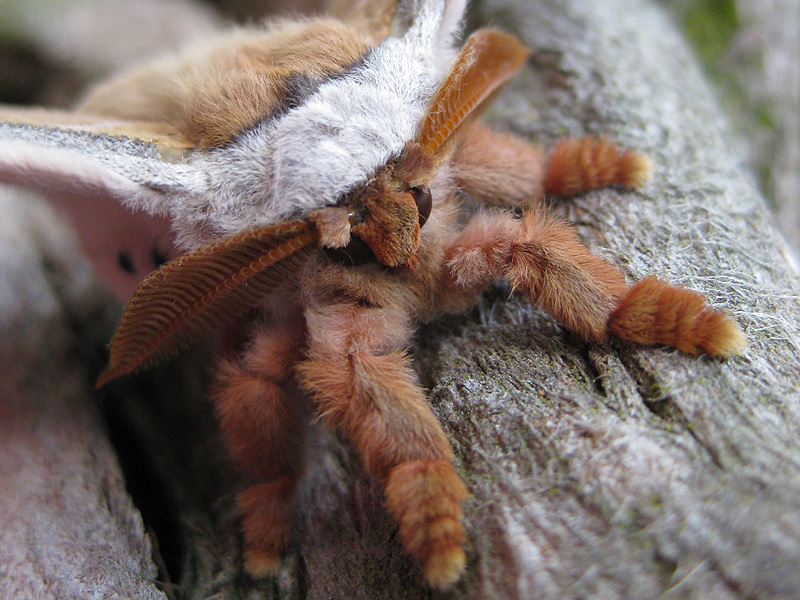
Un espécimen macho
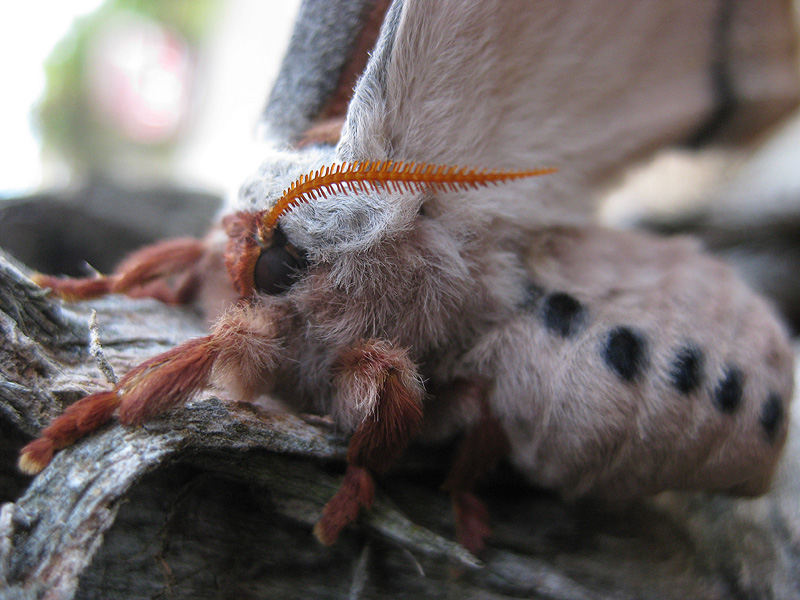
Un espécimen hembra
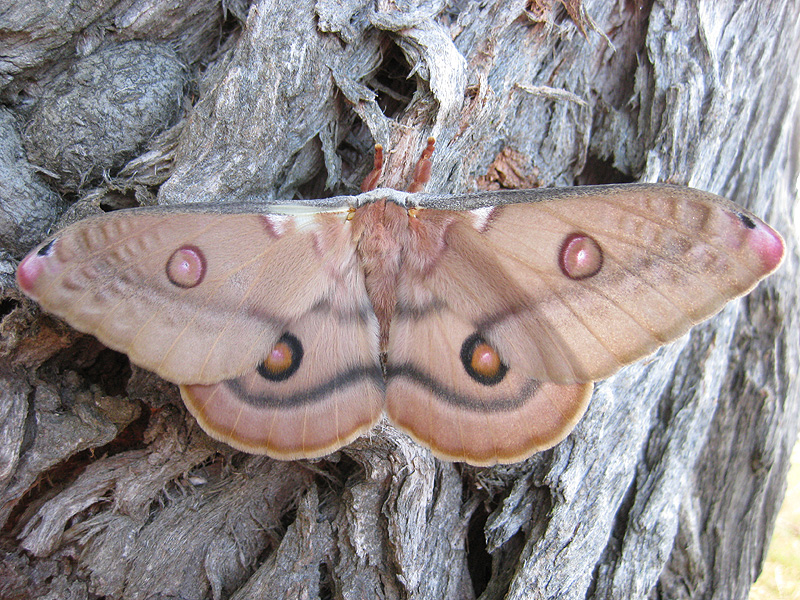
Un espécimen adulto

- Datos: Q2454203
- Multimedia: Opodiphthera eucalypti / Q2454203
- Especies: Opodiphthera eucalypti